# Libano del Sud

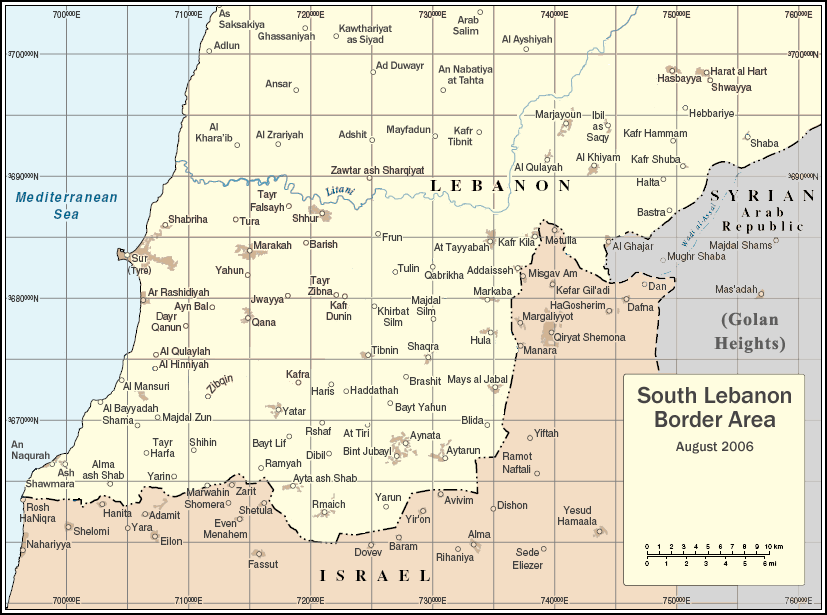
Libano del Sud

Il Libano del Sud (in arabo libanese: Jnoub, significa "sud") è la zona del Libano compresa tra il governatorato del Dus e quello di Nabatiye. Le due entità furono divise dalla stessa provincia nei primi anni 1990. A volte si considerano compresi i distretti di Rashaya e della Beqā Ovest, nonché quelli più meridionali del governatorato della Beqā.
Le città principali della regione sono Sidone, Tiro, Jezzin e Nabatiye. Le cazà di Bent Jbail, Tiro e Nabatiye, nel Sud del Libano, sono note per la loro concentrazione di musulmani sciiti con una minoranza di cristiani. Sidone ha invece una predominanza di sunniti, mentre il resto dei cazà di Sidone hanno una maggioranza sciita, con una considerevole minoranza cristiana, principalmente melchita. Le cazà di Jezzin e Marjayoun una maggioranza di cristiani e alcuni sciiti. I villaggi di Ain Ebel, Debel, Qaouzah e Rmaich sono interamente abitati da maroniti, mentre la cazà di Hasbaya ha una maggioranza di drusi.

## Storia

### Libano del Sud occupato da Israele
L'occupazione del Libano del Sud, da parte di Israele, ebbe luogo durante la guerra del Libano del 1982 e fu mantenuta per sostenere la milizia cristiana dell'Esercito del Libano del Sud (SLA). Nel 1982, le forze di difesa israeliane (IDF), le milizie alleate e l'Esercito del Libano del Sud conquistarono ampie zone del Libano, inclusa la capitale Beirut, durante le ostilità della guerra civile libanese. Successivamente, Israele si ritirò da alcune parti dell'area occupata, tra il 1983 e il 1985, ma tenne un controllo parziale della regione di confine conosciuta come "Cintura di sicurezza del Libano meridionale", inizialmente in coordinamento con l'autoproclamato Stato libero del Libano, che mantenne un'autorità limitata su parti del Sud del Libano fino al 1984, e in seguito con l'Amministrazione della cintura di sicurezza del Libano del Sud e con l'Esercito del Libano del Sud (derivazione dell'esercito del Libano libero), fino all'anno 2000. Lo scopo dichiarato di Israele, relativamente alla cintura di sicurezza, era quello di creare uno spazio che separasse le sue città sul confine settentrionale dai terroristi residenti in Libano.

### Stato libero del Libano e Cintura di sicurezza del Libano del Sud
Il Sud del libano divenne il territorio dell'autoproclamato Stato libero del Libano, annunciato nel 1979 da Sa'd Haddad. Lo Stato non riuscì ad ottenere riconoscimenti internazionali e la sua autorità si deteriorò con la morte di Sa'd Haddad nel 1984.
Il Libano del Sud ha anche avuto un posto di rilievo nel conflitto arabo-israeliano.